# Rhyacophila chematangpa
Rhyacophila chematangpa är en nattsländeart som beskrevs av Schmid 1970. Rhyacophila chematangpa ingår i släktet Rhyacophila och familjen rovnattsländor. Inga underarter finns listade i Catalogue of Life.